# Keala Kennelly

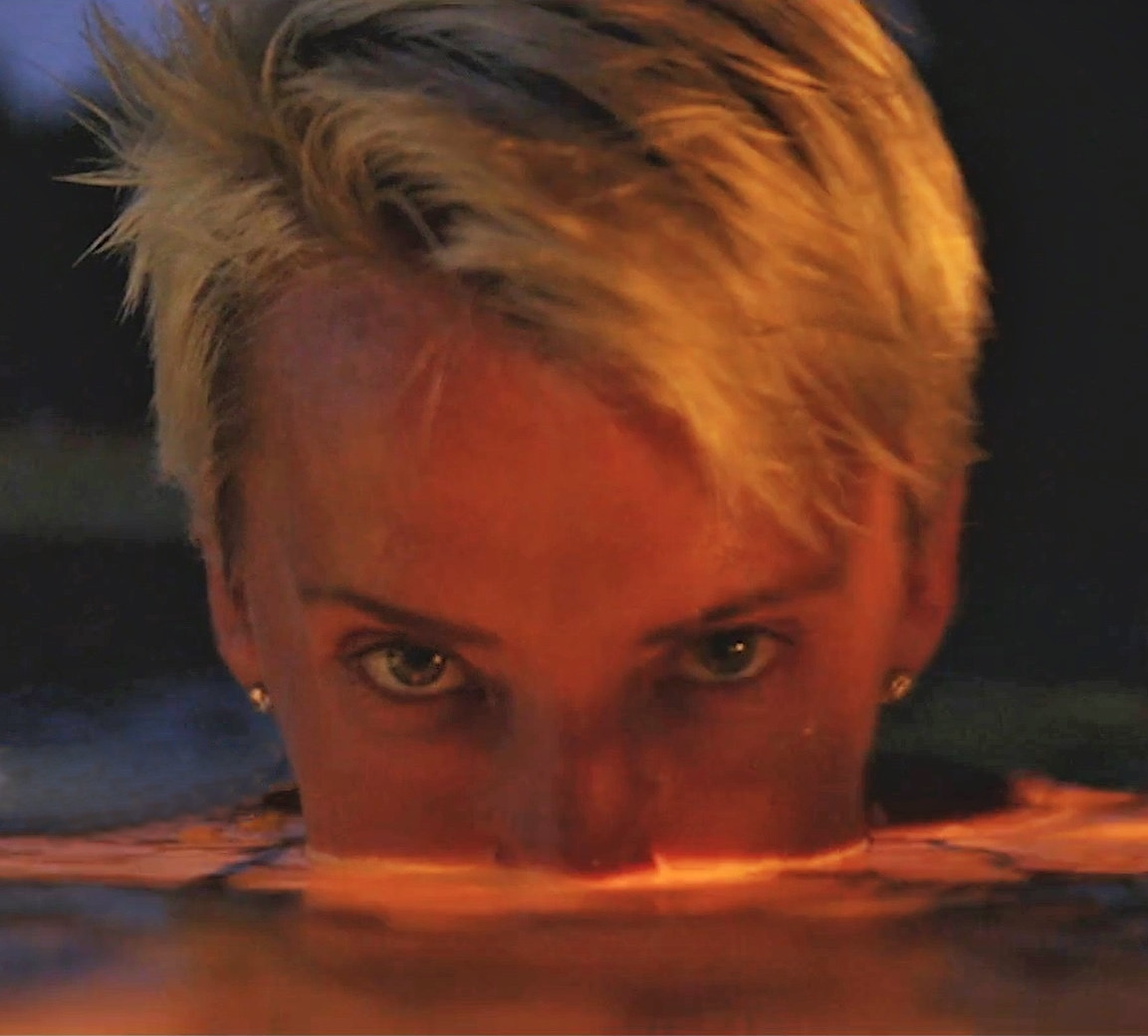
Keala Kennelly, 2016

Keala Kennelly (* 13. August 1978 in Kauai) ist eine US-amerikanische Profi-Surferin.

## Leben und Karriere
Kennelly wuchs in Kauai auf Hawaii auf. Surfen lernte sie durch ihren Vater. Kennelly wuchs gemeinsam mit Andy und Bruce Irons auf. Seit 1995 ist sie aktiv als Profisurferin. 2003 war sie Vize-Weltmeisterin der Frauen. 2005 surfte sie am Teahupoo die höchste Welle, die eine Frau per Tow-in surfing je ritt. 2011 erlitt Kennelly bei einem Sturz schwere Gesichtsverletzungen.
2018 errang sie den Titel als weiblicher Big Wave World Champion. 2023 nahm sie als eine der ersten weiblichen Surferinnen am “The Eddie”-Turnier teil.
Kennelly war wiederholt auch in Filmen mit Bezug zum Surfen aktiv, so in Blue Crush, Step into Liquid und in der HBO-Serie John from Cincinnati. Bereits 2001 war sie Gegenstand der Dokumentation 7 Girls.

## Titel und Auszeichnungen
- 2018: Big Wave World Champion
- 2016: Pure Scot Barrel of the Year Award
- 2014: Billabong XXL Womens Performance Award
- 2013: Woman of the Year, Surfing Walk of Fame
- 2013: Billabong XXL Girls Performance Award
- 2011: Billabong XXL Girls Performance Award.
- 2007: Goldmedaille Summer X Games, Puerto Escondido, Mexico
- 2007: Freesurf Magazine: Female Surfer of the Year
- 2006: 2. Platz Billabong Pro Maui WCT, Maui
- 2004: 2. Platz Roxy Pro France (WCT)
- 2004: 2. Platz, SG Queen of Surf (WQS)
- 2003: Vize-Weltmeisterin der Frauen (ASP)
- 2003: Turtle Bay Resort Womens Pro, Oʻahu, Hawaii
- 2003: Billabong Pro Teahupoo, Teahupoo, Tahiti
- 2003: Roxy Pro, Tavarua, Fidji
- 2002: Billabong Pro Teahupoo, Teahupoo, Tahiti
- 2001: OP Pro Boat Trip Challenge, Mentawai Islands, Sumatra
- 2001: Billabong Girls, Playa Venao, Panama
- 2000: Gallaz Women’s Pro, Teahupoo, Tahiti
- 1999: Tunnell Vision/Carib Newquay Pro, Newquay, England
- 1999: Eleven US Open, Huntington Beach, Kalifornien
- 1999: Wahine, Santa Cruz, Kalifornien
- 1998: Black Pearl Wahine Pro, Teahupoo, Tahiti
- 1997: Wahine Womens, Lowers Trestles, Kalifornien
- 1997: Wahine Womens, Seaside Reef, Kalifornien